# Allium taquetii
Allium taquetii — вид рослин з родини амарилісових (Amaryllidaceae); ендемік Південної Кореї.

## Опис
Кореневище коротке, 2.5–5.5 мм завдовжки. Цибулини від поодиноких до скупчених, від циліндрично-яйцюватих до яйцюватих, без цибулинок, 4.4–10 мм у діаметрі, оболонки чорнувато-коричневі. Листків 3–5, листові пластини висхідні, лінійні, 10.2–28 см завдовжки й 0.8–2.4 мм завширшки, порожниста в перерізі. Стеблина не тонка, кругла й суцільна в перерізі, прямовисна перед цвітінням, 13.3–36 см заввишки й 0.9–2.1 мм ушир. Суцвіття — кулястий зонтик, 6–38-квітковий; квітконіжки рівної довжини. Оцвітина напівзірчаста, від червонувато-пурпурової до пурпурової, листочки оцвітини овальні, від тупих до округлих на вершині, внутрішні — довші ніж зовнішні, 5.0–5.7 × 3.2–3.6 мм, зовнішні — 3.9–4.7 × 2.3–3.5 мм. Коробочки зворотно-серцеподібно-трикутні, 5.0–6.0 × 5.0–5.1 мм. Насіння чорне, напівеліпсоїдне, 3.1–4.1 × 2.4–3.0 мм. 2n=16.
Період цвітіння: вересень — жовтень

## Поширення
Ендемік Південної Кореї — Провінція Чеджу.
Населяє сонячні схили й луки.